# El Peix
El Peix, o El Peix Daurat, és una escultura monumental situada al Port Olímpic de Barcelona, als peus de l'Hotel Arts. Obra de l'arquitecte i dissenyador canadenc Frank Gehry, inaugurat l'11 de juliol de 1992 per als Jocs Olímpics de Barcelona, ha esdevingut un dels símbols de la Vila Olímpica. Amb un estil marcadament abstracte, representa un peix amb les escates daurades.
Està construït amb làmines entrecreuades d'acer inoxidable daurat sobre estructura metàl·lica blanca. Mesura 35,20 m d'alçada, 56,40 m de llargada i 36,50 d'amplada.